# Maya Booth
Maya Emma Booth (24 de Novembro de 1983) é uma actriz portuguesa. É sobrinha de Tim Booth, vocalista dos James.

## Biografia
Filha de pais Ingleses, nasceu numa família artística. É filha de Henry Richard Booth e de sua mulher a actriz Amanda Booth, e é sobrinha paterna de Tim Booth, vocalista dos James.
Em 2000 iniciou a carreira de actriz aos 15 anos com a participação em Jardins Proibidos (TVI). Aos 18 anos foi estudar representação em Londres, onde concluiu a sua licenciatura. Regressou depois a Portugal para prosseguir a carreira de actriz.

### Vida pessoal
Teve o seu primeiro filho, em 27 de dezembro de 2018, com o empresário David de Magalhães Sarmento de Albuquerque da Quinta.

## Carreira
| Ano         | Projeto               | Papel                                                    | Notas                 | Canal |
| ----------- | --------------------- | -------------------------------------------------------- | --------------------- | ----- |
| 2000 - 2001 | Jardins Proibidos     | Helena «Lena» Gomes                                      | Antagonista           | TVI   |
| 2001        | Filha do Mar          | Ângela Duarte                                            | Elenco Principal      | TVI   |
| 2005        | Inspetor Max          | Sandra                                                   | Participação Especial | TVI   |
| 2005        | Dei-te Quase Tudo     | Isabel Capelo                                            | Elenco Secundário     | TVI   |
| 2006 - 2007 | Floribella            | Sofia Rebello de Andrade (1.ª temporada e 2.ª temporada) | Elenco Principal      | SIC   |
| 2006        | Aqui Não Há Quem Viva | Mãe do bebé, no episódio “Era uma vez um bebé”           | Participação Especial | SIC   |
| 2008 - 2009 | Feitiço de Amor       | Joana Silva                                              | Elenco Principal      | TVI   |
| 2009 - 2010 | Deixa Que Te Leve     | Márcia Cristina Silva                                    | Antagonista           | TVI   |
| 2010        | Voo Direto            | Marta                                                    | Protagonista          | RTP1  |
| 2011        | A Família Mata        | Susana Sousa Mata                                        | Elenco Principal      | SIC   |
| 2012        | Maternidade           | Andreia                                                  | Elenco Adicional      | RTP1  |
| 2012        | Perdidamente Florbela | Ana                                                      | Elenco Adicional      | RTP1  |
| 2012 - 2013 | Dancin' Days          | Inês Henriques                                           | Antagonista           | SIC   |
| 2014 - 2015 | Jardins Proibidos     | Helena «Lena» Gomes                                      | Antagonista           | TVI   |
| 2015        | Os Maias              | Senhorita Ana                                            | Elenco Adicional      | RTP1  |
| 2016 - 2017 | A Impostora           | Patrícia Carolino                                        | Elenco Principal      | TVI   |
| 2017        | Madre Paula           | Madalena Máxima                                          | Antagonista           | RTP1  |
| 2017 - 2018 | A Herdeira            | Marta Alvarenga Viegas                                   | Elenco Principal      | TVI   |
| 2018        | Verão M               | Filipa Macedo Cartés                                     | Protagonista          | RTP1  |
| 2020        | Quer o Destino        | Rita Paiva do Amaral                                     | Co- Antagonista       | TVI   |
| 2021 - 2023 | Para Sempre           | Magda Ruela                                              | Co- Protagonista      | TVI   |
| 2022 - 2023 | Abandonados           | Laureen                                                  | Elenco Principal      | RTP1  |
| 2024 - 2025 | Morangos com Açúcar   | Vanessa                                                  | Elenco Principal      | TVI   |
| 2024 - 2025 | A Fazenda             | Vânia Matias                                             | Elenco Principal      | TVI   |
| 2025        | A Travessia           | Margaret Davies                                          | Elenco Principal      | RTP1  |

### Cinema
- O Apartamento, 2000
- Purgatório, de Joaquim Leitão, 2006
- A Corte do Norte, de João Botelho, 2008
- Peregrinação, de João Botelho, 2017
- Amor Amor, Jorge Cramez, 2018
- um filme em forma de assim, de João Botelho
- o pior homem de londres, de Rodrigo Areias
- os papéis do inglês, de Sergio Graciano